# Kuhlinj
Kuhlinj (nemško Kuchling) je naselje v Občini Gospa Sveta v Okraju Celovec-dežela na Koroškem v Avstriji.